# Трифон (Скрипченко)
Архимандрит Трифон (в миру Тихон Васильевич Скрипченко; 1865, село Прорубь, Сумской уезд, Харьковская губерния — 14 мая 1939, село Сватова Лучка, Луганская область) — архимандрит, преподобноисповедник, местночтимый святой Украинской Православной Церкви.

## Биография
Родился в 1865 году в селе Прорубь Сумского уезда Харьковской губернии в крестьянской семье.
17 января 1890 года становится послушником в Святогорской пустыни, а окончательно в число послушников его определяют 15 марта 1895 года.
3 июля 1897 года принимает монашеский постриг с именем Трифон.
16 августа 1897 года рукоположен в сан иеродиакона.
13 июля 1899 года рукоположен в сан иеромонаха.
В 1900 году, во время ихэтуаньского восстания, отправился в качестве военного священника на Дальний Восток сопровождать российские войска.
27 марта 1903 года назначен казначеем Святогорского монастыря.
За свои труды 9 мая 1903 года награждён набедренником, в ноябре 1906 года — наперсным крестом, 12 декабря 1907 года — медалью Красного Креста.
3 мая 1909 года возведен в сан игумена.
Указом №6389 от 8 мая 1909 года Святейший Синод повелел игумену Трифону вступить в управление Ряснянской Свято-Димитриевской обителью. Но, из-за тяжелой болезни настоятеля монастыря архимандрита Вассиана, вынужден был остаться в Святогорской обители и нести на себе управление монастырем. В том же 1909 году, после смерти архимандрита Вассиана, избран настоятелем Святогорской пустыни.
1 октября 1910 года возведен в сан архимандрита архиепископом Арсением в Озерянской церкви Покровского монастыря города Харькова.
В 1910 году начинает сооружение церкви Всех святых на братском кладбище. 7 мая 1912 года Всехсвятская церковь была освящена епископом Феодором (Лебедевым).
После революции и установления советской власти началось притеснение обители.
8-12 июня 1922 года в ходе судебных заседаний Донецкого Губернского РевТрибунала в городе Бахмуте за сокрытие церковных ценностей от изъятия в помощь голодающим был приговорен к 2 годам принудительных работ с лишением свободы.
После освобождения не смог вернуться в Харьковскую область и поселился в селе Сватова Лучка Луганской области.
14 мая 1939 года в 4 часа дня скончался.

## Канонизация
8 мая 2008 года Определением Священного Синода Украинской Православной Церкви принято решение о местной канонизации подвижника в Донецкой епархии, в Соборе Святогорских святых (день памяти – 11 (24) сентября).
Чин прославления подвижника состоялся во время визита в Святогорскую лавру 12 июля 2008 года Предстоятеля Украинской Православной Церкви Блаженнейшего Митрополита Киевского и всея Украины Владимира, в Свято-Успенском соборе лавры.